# Нильссон, Ульф (певец)
Ульф Микаэль Варг Нильссон (швед. Ulf Mikael Varg Nilsson; родился 27 августа 1978 в церкви Мартина Лютера в Хальмстаде) — шведский певец и автор песен, который выиграл первый сезон художественного конкурса TV4 в The Voice Sverig 23 марта 2012 года.
Нильссон вырос в Халланде, работал в качестве учителя и женился на певице Линде Вольф, которая участвовала в программах Idol 2010 года и Popstars. В финале программы, он пел, среди прочего, свою песню Let the Angels See Me Home (гитара). После победы в шоу Нильссон заключил сделку с лейблом Universal Music. С полученной прибыли, в декабре 2013 года был выпущен дебютный альбом «Little By Little» в копродукции с Крисом Рен, а затем он отправился в тур по Швеции со своей группой.